# Nedersaksen op het Bundesvision Song Contest
Nedersaksen is een van de zestien Duitse deelstaten die deelnemen aan de Bundesvision Song Contest.

## Overzicht
Nedersaksen is een van de meest succesvolle deelstaten op de Bundesvision Song Contest. Tot op heden wist Nedersaksen het festival twee keer te winnen. In 2007 won Oomph! feat. Marta Jandová met het nummer Träumst du? voor Jan Delay uit Hamburg. In 2011 en 2012 eindigde Nedersaksen ook nog op het podium, en dit telkens op de derde plek. In 2013 volgde dan een tweede overwinning, dankzij Bosse en diens So oder so. Het was overigens de tweede keer dat Bosse Nedersaksen vertegenwoordigden op de Bundesvision Song Contest: twee jaar eerder eindigde hij samen met Anna Loosr al eens derde. Een minpunt kwam er wel in 2010, toen Bernd Begemann & Dirk Darmstaedter op de laatste plek eindigden.

## Deelnames
| Jaar | Artiest                            | Lied                       | Plaats | Punten | Taal   |
| ---- | ---------------------------------- | -------------------------- | ------ | ------ | ------ |
| 2005 | Mousse T & Emma Lanford            | Right about now            | 4      | 85     | Engels |
| 2006 | Marlon                             | Was immer du willst        | 6      | 59     | Duits  |
| 2007 | Oomph! feat. Marta Jandová         | Träumst du?                | 1      | 147    | Duits  |
| 2008 | Madsen                             | Nachtbaden                 | 4      | 94     | Duits  |
| 2009 | Fotos                              | Du fehlst mir              | 15     | 12     | Duits  |
| 2010 | Bernd Begemann & Dirk Darmstaedter | So geht das jede Nacht     | 16     | 4      | Duits  |
| 2011 | Bosse & Anna Loosr                 | Frankfurt/Oder             | 3      | 102    | Duits  |
| 2012 | Ich Kann Fliegen                   | Mich kann nur Liebe retten | 3      | 109    | Duits  |
| 2013 | Bosse                              | So oder so                 | 1      | 153    | Duits  |
| 2014 | Sierra Kidd                        | 20.000 Rosen               | 13     | 15     | Duits  |
| 2015 | Madsen                             | Küss mich!                 | 4      | 84     | Duits  |

## Festivals in Nedersaksen
| Jaar | Plaats    | Zaal      | Presentatoren               |
| ---- | --------- | --------- | --------------------------- |
| 2008 | Hannover  | TUI Arena | Stefan Raab en Johanna Klum |
| 2014 | Göttingen | Lokhalle  | Stefan Raab                 |

Baden-Württemberg · Beieren · Berlijn · Brandenburg · Bremen · Hamburg · Hessen · Mecklenburg-Voor-Pommeren · Nedersaksen · Noordrijn-Westfalen · Rijnland-Palts · Saarland · Saksen · Saksen-Anhalt · Sleeswijk-Holstein · Thüringen